# Церковь Святой Троицы (Нахичевань)
Церковь Святой Троицы — армянская церковь VII века, некогда находившаяся в Нахичевани. Снесена в 1975 году.

## Архитектура
Церковь Святой Троицы (Сурб Еррордутюн), возведенная в стиле раннесредневековой армянской архитектуры, была довольно большой и высокой. Будучи построенной из тесаного базальта и местного красного туфа, по конструкции сооружение представляло собой  четырехабсидную базилику. 

## История
Построенная в VII веке церковь Святой Троицы располагалась юго-западной части города. 
Будучи одной из самых старых церквей города, она была глубоко почитаема среди армян. В ней, в 705 году, арабами, захватившими регион, были заживо сожжены армянские князья. Упоминания об этом событии присутствуют в дошедших до нас работах армянских историков Гевонд (VIII век) и Степаноса Таронеци (X век).
20 июня 1840 года в регионе случилось землетрясение, в результате чего был разрушен купол здания. Во время реставрационных работ проводимых в церкви в период с 1881 по 1900 годов очевидец М. Смбтян  писал: 

во время ремонта нахичеванской церкви Сурб Еррордутюн в основании её ясно виднелись обуглившиеся остатки сгоревших 1200 лет назад а также человеческие кости, как то видели все нахичеванцы со скорбью ознакомились с древней трагедией в Нахичеване
В 1975 году при строительных работах в Нахичевани церковь была снесена. Российский историк В. Шнирельман, в своей книге, в разделе «Албанизация армянского наследия», приводя в пример азербайджанского ученого Зию Буниятова, отмечает, что уничтожение исторических и культовых памятников получало обоснование в работах ученых